# Капитан Белоусов (ледокол, 1953)
«Капита́н Белоу́сов» — дизель-электрический ледокол балтийского типа мощностью в 10500 л. с.
Построен в 1953 году на Хельсинкской верфи «Wärtsilä» (Вяртсиля) по заказу СССР. Назван в честь Михаила Прокофьевича Белоусова.
Ледокол имел два кормовых и два носовых винта.
Принимал ледокол в Финляндии и был его первым капитаном Федор Иванович Федосеев.
Ледокол вышел на трассы Северного морского пути в 1955 году.
В 1957 году в сложных ледовых условиях получил повреждения винтов и стал на зимовку во льдах в районе Тикси. Винты были сменены на плаву за время зимовки.
В 1958—1972 годах капитаном ледокола был Константин Константинович Бызов.
До 2004 года ледокол принадлежал Азовскому морскому пароходству.
В том же году Национальный банк Украины выпустил памятную монету «Ледокол „Капитан Белоусов“» номиналом пять гривен количеством 30 тысяч штук.
В 2009 году за счёт Мариупольского торгового порта была осуществлена реновация ледокола, в ходе которой были установлены 6 новых дизель-генераторов фирмы «Caterpillar». Мощность возросла до 12000 л.с.  4 винта , 2 кормовых, 2 носовых. Современная скорость до 14 узлов.
В настоящее время ледокол принадлежит Мариупольскому морскому торговому порту и в зимний период выполняет работу по проводке судов в Азовском море..
Капитаны ледокола
Репий Анатолий Петрович 
Чайковский Василий
Шуляк Александр Иванович